# 南屿镇
南屿镇是中国福建省福州市闽侯县下辖的一个镇，位于闽侯县南部，旗山东部，乌龙江南岸，大樟溪西岸。该地区实际由福州高新区托管。

## 行政区划
南屿镇下辖以下地区：
南屿社区、南旗社区、龙泉村、九都村、桐南村、村下村、芝田村、玉田村、茂田村、新联村、五都村、中溪村、尧沙村、江口村、柳浪村、六十份村、后山村、流州村、元峰村、高岐村、甲岐村、晓岐村、南井村、南前村和南屿林场。